# Chandelly Braz
Chandelly Paloma Pimentel Braz (São Domingos do Prata, 3 de janeiro de 1985) é uma atriz brasileira.

## Biografia
Chandelly se considera pernambucana por ter chegado ainda bebê àquele estado: foi criada desde os sete meses de idade em Ipojuca, cidade pertencente à Região Metropolitana do Recife, e na adolescência mudou-se para a capital de Pernambuco; porém nasceu no município mineiro de São Domingos do Prata. Seu nome foi escolhido por seu pai, que o encontrou numa lista de nomes para bebês, e tem associação com a sobremesa da Nestlé, "chandelle". Ela tem três irmãos: Rondineli, Naraiana e João Davi.

## Carreira
Começou a atuar aos 19 anos, seu primeiro papel na televisão foi como a protagonista da minissérie Cruzamentos Urbanos do SBT. Porém, a carreira deslanchou quando ela atuava na peça Clandestinos. Na época, Chandelly cursava o primeiro período de Serviço Social na Universidade Federal de Pernambuco quando soube dos testes para a peça de João Falcão, que virou minissérie na Rede Globo, em 2010. Além de atuar na peça, atuou também na adaptação para a TV. Em Clandestinos - O Sonho Começou, interpretou uma personagem homônima que chega ao Rio de Janeiro em busca do sucesso, mas acredita que seu sotaque pode ser um problema em sua carreira.
Mais tarde, ela foi chamada para um teste em Cheias de Charme, novela das sete na Globo. Na trama de Filipe Miguez e Izabel de Oliveira, a atriz interpretou Brunessa que se relacionava com rapazes ricos para comprar roupas de grife. A personagem trouxe mudanças a vida dela. A atriz começou a praticar musculação três vezes por semana para "ganhar corpo" e, sem a ajuda de nenhum profissional, perdeu o sotaque nordestino, já que interpretava uma carioca. Em 2013 protagonizou o remake de Saramandaia novela em que viveu Marcina, uma jovem que tem febres altas e queima as coisas e as pessoas ao redor dela.
Em 2014, interpretou a protagonista nordestina Manuela, em Geração Brasil, repetindo parceria com Filipe Miguez e Izabel de Oliveira. Na trama dirigida por Denise Saraceni, com quem trabalhou em suas duas outras novelas, Chandelly forma par romântico com o namorado e também ator Humberto Carrão.
Em 2015, participou da nova sperie da GNT, Romance Policial - Espinosa interpretando Andressa. Em 2016 interpretou a vilã ardilosa Carmela em Haja Coração. Em 2017, participou de uma nova série do GNT, Edifício Paraíso, interpretando Kátia. Em 2018, fez uma participação especial em flashback em O Outro Lado do Paraíso de Walcyr Carrasco interpretando Aline, mulher submissa de Gael (Sérgio Guizé), é também a primeira incursão da atriz em uma novela das 9. Ainda em  2018, interpretou uma das protagonistas de Orgulho e Paixão, Mariana Benedito, juntamente a Nathalia Dill, Anajú Dorigon, Bruna Griphao e Pâmela Tomé.

## Vida pessoal
Começou a namorar o ator Humberto Carrão em 2012. Os dois engataram o romance nos bastidores de Cheias de Charme e assumiram o romance logo após o término da trama, em outubro de 2012. Em 2022, após 10 anos juntos, o casal decidiu pôr um fim no relacionamento.

## Filmografia

### Televisão
| Ano  | Titulo                        | Personagem                       | Notas                   |
| ---- | ----------------------------- | -------------------------------- | ----------------------- |
| 2007 | Cruzamentos Urbanos           | Karla                            |                         |
| 2010 | Clandestinos: o Sonho Começou | Chandelly                        |                         |
| 2012 | Louco por Elas                | Leiloca Moniquinha               | Episódio: "17 de abril" |
| 2012 | Cheias de Charme              | Bruna Vanessa Almeida (Brunessa) |                         |
| 2013 | Saramandaia                   | Marcina Moreira                  |                         |
| 2014 | Geração Brasil                | Manuela Yanes (Manu)             |                         |
| 2015 | Romance Policial - Espinosa   | Andressa                         |                         |
| 2016 | Haja Coração                  | Carmela Rigoni Di Marino         |                         |
| 2017 | Edifício Paraíso              | Kátia                            |                         |
| 2018 | O Outro Lado do Paraíso       | Aline Montserrat                 | Episódio: "10 de março" |
| 2018 | Orgulho e Paixão              | Mariana Benedito / Mário         |                         |
| 2022 | Sob Pressão                   | Raissa                           | Episódio: "3"           |
| 2022 | O Cangaceiro do Futuro        | Mariá                            |                         |
| 2024 | Suíte Magnólia                | Olivia Souza Pinto               |                         |
| 2025 | Maria e o Cangaço             | DonDon                           |                         |
| 2025 | Raul Seixas: Eu Sou           | Kika                             |                         |

### Cinema
| Ano  | Título                   | Personagem    | Nota           |
| ---- | ------------------------ | ------------- | -------------- |
| 2016 | Sobre Nós                | Ex-namorada   | Curta-metragem |
| 2019 | Fernando                 | Atriz da peça | Documentário   |
| 2022 | Bem-vinda a Quixeramobim | Shirleyanny   | Longa-metragem |
| 2024 | Abraço de Mãe            | Cristina      |                |

### Internet
| Ano  | Título                                       | Personagem    | Nota                        |
| ---- | -------------------------------------------- | ------------- | --------------------------- |
| 2019 | Zodíaca: O Monólogo Definitivo de Cada Signo | Capricorniana | Episódio: "A Capricorniana" |

### Videoclipe
| Ano  | Canção        | Artista       |
| ---- | ------------- | ------------- |
| 2014 | "Alma Sebosa" | Johnny Hooker |

## Teatro
| Ano     | Peça                         | Papel              |
| ------- | ---------------------------- | ------------------ |
| 2006–07 | Elas                         | Carolina           |
| 2008    | Clandestinos                 | Chandelly          |
| 2011–14 | (Des)conhecidos              | Namorada           |
| 2013–17 | Elefante                     | Cléo               |
| 2014    | Microteatro                  | Ela                |
| 2019    | Os Sete Afluentes do Rio Ota | Várias personagens |

## Prêmios e indicações
| Ano  | Prêmio                   | Categoria                | Trabalho         | Resultado |
| ---- | ------------------------ | ------------------------ | ---------------- | --------- |
| 2013 | Prêmio Contigo! de TV    | Revelação da TV          | Cheias de Charme | Indicada  |
| 2013 | Prêmio Quem de Televisão | Melhor Atriz Coadjuvante | Saramandaia      | Indicada  |
| 2014 | Prêmio Contigo! de TV    | Melhor Atriz Coadjuvante | Saramandaia      | Indicada  |
| 2014 | Melhores do Ano          | Melhor Atriz Revelação   | Geração Brasil   | Indicada  |